# Petite rivière Trenche Ouest
Petite rivière Trenche Ouest är ett vattendrag i Kanada.   Det ligger i provinsen Québec, i den östra delen av landet, 400 km nordost om huvudstaden Ottawa.
I omgivningarna runt Petite rivière Trenche Ouest växer i huvudsak blandskog. Trakten runt Petite rivière Trenche Ouest är nära nog obefolkad, med mindre än två invånare per kvadratkilometer.